# Inyodectes pallidus
Inyodectes pallidus är en insektsart som beskrevs av Rentz, D.C.F. och Birchim 1968. Inyodectes pallidus ingår i släktet Inyodectes och familjen vårtbitare. Inga underarter finns listade i Catalogue of Life.